# Cuentos para mayores (álbum)
Cuentos para mayores es el primer álbum de estudio de la banda española de heavy metal Lujuria y fue publicado en formato de disco compacto por Distribuidora BOA en el año de 1995.   Fue relanzado en 1999, 2003 y 2004 por Locomotive Music. 
Actualmente, junio de 2017, el álbum ha sido reeditado en formato de disco de vinilo por Leyenda Records, teniendo una gran aceptación y llegando incluso a tierras sudamericanas.
Antes de Cuentos para mayores, Lujuria ya había lanzado dos demos: Un poquito de rock & roll y Estrellas del porno, ambos producidos por la banda.  Con este disco —el cual contiene canciones con letras eróticas y festivas—, se dieron a conocer en el ámbito roquero de España; tanto así que conseguirían firmar contrato con Locomotive Music dos años después.

## Lista de canciones
Todas las canciones fueron compuestas por Lujuria

| Side one |                       |          |  |
| N.º      | Título                | Duración |  |
| 1.       | «La costilla de Adán» | 3:32     |  |
| 2.       | «¡Al ladrón!»         | 3:27     |  |
| 3.       | «No hay manera»       | 3:42     |  |
| 4.       | «Que no lo vendan»    | 3:28     |  |
| 5.       | «Estrella del porno»  | 4:02     |  |
| 6.       | «Cómemelo»            | 3:14     |  |
| 7.       | «La gorda»            | 2:04     |  |
| 8.       | «Grítalo»             | 4:33     |  |
| 9.       | «Cuento para mayores» | 3:19     |  |
| 10.      | «Todo su cuerpo»      | 4:12     |  |
| 11.      | «Ninfomanía»          | 2:36     |  |

## Créditos
- Óscar Sancho — voz
- Julio Herranz — guitarra principal
- Jesús Sanz — guitarra rítmica
- Javier Gallardo — bajo
- César Frutos — batería